# توری Blazed
یک توری Blazed – همچنین echelette گفته می شود (از فرانسه échelle = نردبان) – یک نوع خاص از توری پراش است  . برای دستیابی به حداکثر راندمان توری در یکمرتبه پراش داده شده بهینه شده است. برای این منظور ، حداکثر توان نوری در مرتبه پراش مورد نظر متمرکز شده است در حالی که توان باقیمانده در مرتبه های دیگر (بخصوص صفر) به حداقل می رسد. از آنجا که این وضعیت فقط برای یک طول موج دقیقاً قابل دستیابی است ، مشخص شده است که طول موج blazed به چه صورت طول موج را بهینه می کند. جهت دستیابی به حداکثر بهره وری ، زاویه blaze نامیده می شود و سومین ویژگی مهم یک توری به طور مستقیم به طول موج blaze و مرتبه پراش وابسته است. 

## زاویه Blaze
مانند هر توری نوری ، یک توری Blaze دارای فاصله خط ثابت{\displaystyle d} است که میزان تقسیم طول موج ناشی از توری را تعیین می کند. خطوط توری دارای یک مقطع مثلثی ، اره ای شکل و دارای یک ساختار پله هستند. پله ها در زاویه{\displaystyle \theta _{B}} که به اصطلاح به زاویه blazed معروف است و با توجه به سطح توری کج می شوند. بر این اساس ،{\displaystyle \theta _{B}} زاویه بین بردار عمود بر توری و بردار عمود بر پله است. 
برای به حداکثر رساندن کارآیی برای طول موج نور استفاده شده ، زاویه blaze بهینه شده است. از نظر توصیفی ، این بدان معنی است {\displaystyle \theta _{B}} به گونه ای انتخاب شده است که پرتوی پراکنده در توری و پرتو منعکس شده در پله ها هر دو به یک جهت منحرف می شوند، که در اصطلاح به پیکربندی Littrow معروف است. 

## پیکربندی Littrow

پراش در توری blazed. حالت کلی با پرتوهای قرمز نشان داده شده است. پیکربندی Littrow با پرتوهای آبی نشان داده شده است.

پیکربندی Littrow هندسه ویژه ای است که در آن زاویه blaze به گونه ای انتخاب می شود که زاویه پراش و زاویه فرود یکسان باشند.  برای یک توری بازتابی ، این بدان معنی است که پرتوی پراکنده به مسیر پرتو فوردی بازتاب می یابد (پرتو آبی در تصویر). پرتوها عمود بر پله هستند و بنابراین موازی با بردار های عمود بر پله هستند. از این رو در پیکربندی Littrow {\displaystyle \alpha =\beta =\theta _{B}} رابطه برقرار است. 
زاویه های پراش در توری تحت تأثیر ساختار پله قرار نمی‌گیرند. آنها با فاصله خط تعیین می شوند و می توانند با توجه به معادله ی  Grating  محاسبه شوند : 
{\displaystyle d\left(\sin {\alpha }+\sin {\beta }\right)=m\lambda }
جایی که: 
{\displaystyle d} = فاصله خط ،
{\displaystyle \alpha } = زاویه فرود ،
{\displaystyle \beta } = زاویه پراش (اگر زاویه دو زاویه فرود و پراکنده شده در دو طرف خط عمود بر توری باشند علامت منفی و اکگر در یک طرف خط عمود بر توری باشند علامت مثبت دارد.) ،
{\displaystyle m} = مرتبه پراش ،
{\displaystyle \lambda } = طول موج نور فرودی.
برای پیکربندی Littrow ، چنین رابطه ای  {\displaystyle 2d\sin {\theta _{B}}=m\lambda }  موجود است. با حل کردن برای {\displaystyle \theta _{B}} زاویه blaze می تواند برای ترکیب های دلخواه از مرتبه پراش ، طول موج و فاصله خط محاسبه شود: 
{\displaystyle \theta _{B}=\arcsin {\frac {m\lambda }{2d}}\ .}

## توری انتقال Blaze
توری های blaze نیز می توانند به عنوان توری انتقال تحقق یابد. در این مورد زاویه blaze به گونه ای انتخاب می شود به طوری که زاویه مورد نظر منطبق با مرتبه پراش دلخواه، با زاویه پرتو شکسته شده در مواد توری برابر باشد. 

## توری اشل
یک شکل خاص از یک توری blaze، توری اشل است . با زاویه blaze مخصوصاً بزرگ (> 45 °) مشخص می شود. بنابراین ، نور به جای پاهای بلند ، به پاهای کوتاه خطوط مثلثی برخورد می کند. توری های اشل بیشتر با فاصله خط بزرگتر تولید می شوند اما برای مراتب پراش بالاتر بهینه می شوند.   